# O Grande Gozador
O Grande Gozador é um filme brasileiro de 1972, do gênero comédia dramática, dirigido por Victor Di Mello.

## Elenco[2]
- Claudio Cavalcanti...Lula/Luís Bustamante
- Dilma Lóes...Helena
- Henriqueta Brieba ...Dona Isaura
- Sandra Barsotti ...Dulce
- José Lewgoy ....Renatão, marido de Dulce
- Rodolfo Arena ...Jacob
- Nelson Caruso ...Jaime, marido de Helena
- Victor Di Mello ...Crisóstomo
- Arlete Salles
- Urbano Lóes
- Jacyra Silva
- Maria do Rocio
- Martim Francisco

## Sinopse
Lula, bon-vivant, que sobrevive de pequenos golpes sem trabalhar, vai levando a vida sem finalidade. Diverte-se com as consequências de sua irresponsabilidade. No fundo, entretanto, Lula apenas procura esquecer que foi abandonado por sua noiva Helena, por determinação do pai da moça que não acreditava no futuro do então bancário. Desesperado com o desfecho do seu noivado Lula largou emprego e estudos tornando-se o mais temível bicão da zona Sul de Rio de Janeiro. Entretanto quando voltava a razão, ia tentar rever a ex-noiva, já então casada, procurando saber de seu modo de vida, da sua felicidade, na esperança de uma falha para assim recuperar o tempo perdido. Na verdade Helena era a única razão de Lula para viver. Num dia de desespero Lula se encontra com um grupo Hippie que, num ritual estranho e lindo, levam-no a conhecer de que estava em erro e sai a procura da sua verdade e de uma nova razão para viver. O filme tem um final feliz com Lula e Helena na mais completa felicidade.